# Peter Cincotti

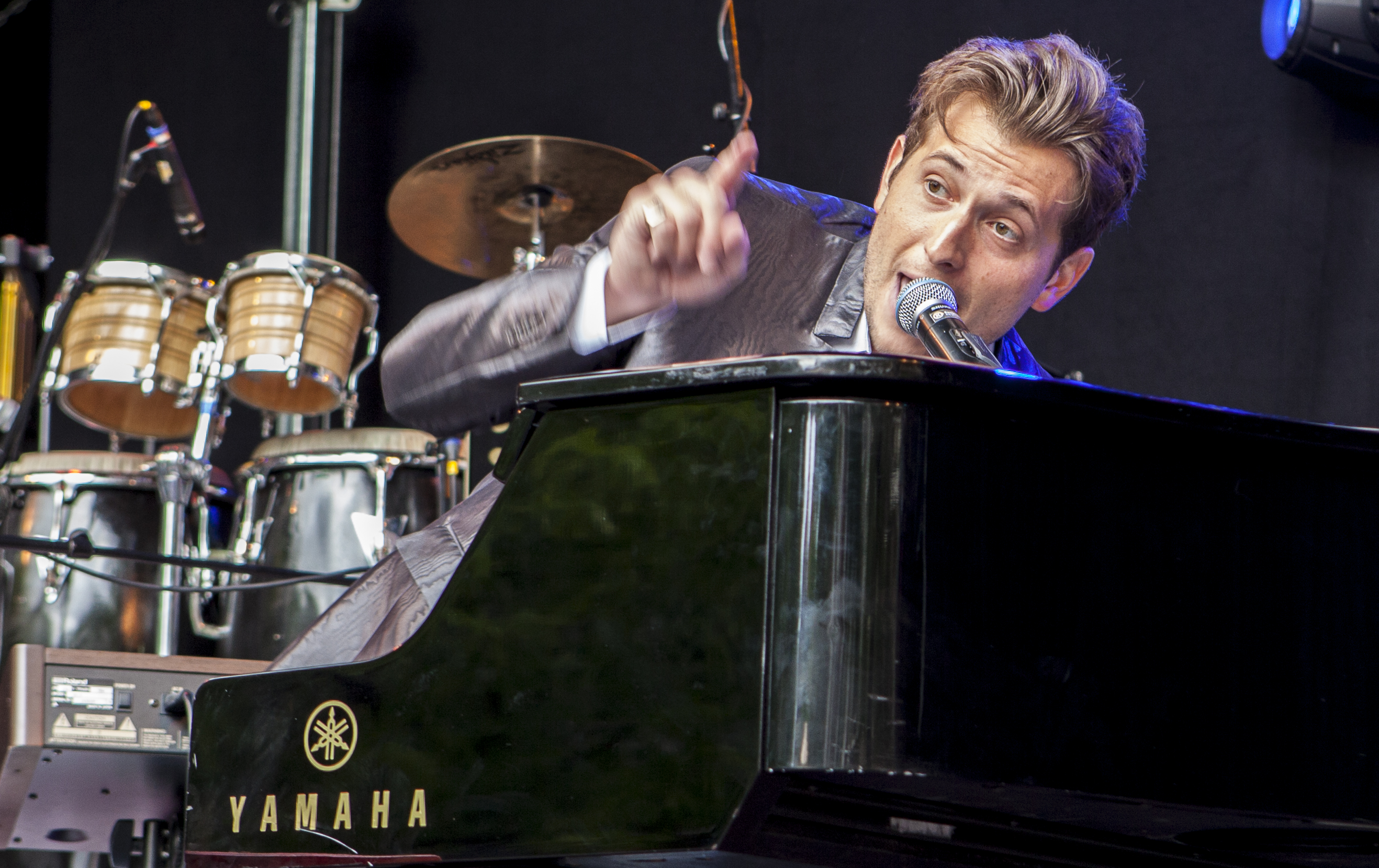
Peter Cincotti (2011)

Peter Cincotti (* 11. Juli 1983 in New York) ist ein US-amerikanischer Songwriter, Sänger und Pianist.

## Biografie
Im Alter von vier Jahren erhielt Cincotti seinen ersten Pianounterricht. Im Alter von sieben Jahren wurde er von Harry Connick, Jr. während einer Show in Atlantic City entdeckt. Während seiner High-School-Zeit in der Horace Mann School in Riverdale und im Columbia College in New York City trat er regelmäßig in den Jazzclubs von Manhattan auf. Auf dem Montreux Jazz Festival gewann er im Jahre 2000 einen Preis für seine Interpretation des Dizzy-Gillespie-Titels A Night in Tunisia. 2002 erreichte er als jüngster Solokünstler den ersten Platz der Billboard Traditional Jazz Charts.
Mit seinem vierten Album East of Angel Town und der ausgekoppelten Single Goodbye Philadelphia wurde Peter Cincotti im November 2007 auch in Mitteleuropa bekannt.
Im Mai 2012 erschien das fünfte Album Metropolis.
2012 präsentierte er mit seiner Schwester Pia Cincotti das Musical How Deep Is The Ocean.
Cincotti war auch in den letzten Jahren bei anderen Musikern zu hören, wie z. B. Renee Olstead und Simona Molinari.

## Diskografie

### Studioalben
| Jahr | Titel                                | Höchstplatzierung, Gesamtwochen, AuszeichnungChartplatzierungen (Jahr, Titel, Platzierungen, Wochen, Auszeichnungen, Anmerkungen) | Höchstplatzierung, Gesamtwochen, AuszeichnungChartplatzierungen (Jahr, Titel, Platzierungen, Wochen, Auszeichnungen, Anmerkungen) | Höchstplatzierung, Gesamtwochen, AuszeichnungChartplatzierungen (Jahr, Titel, Platzierungen, Wochen, Auszeichnungen, Anmerkungen) | Höchstplatzierung, Gesamtwochen, AuszeichnungChartplatzierungen (Jahr, Titel, Platzierungen, Wochen, Auszeichnungen, Anmerkungen) | Höchstplatzierung, Gesamtwochen, AuszeichnungChartplatzierungen (Jahr, Titel, Platzierungen, Wochen, Auszeichnungen, Anmerkungen) | Anmerkungen                          |
| Jahr | Titel                                | DE | AT | CH | US | FR | Anmerkungen                          |
| ---- | ------------------------------------ | --- | --- | --- | --- | --- | ------------------------------------ |
| 2003 | Peter Cincotti / I Changed The Rules | — | — | — | US118 (6 Wo.)US | FR6 (30 Wo.)FR | Erstveröffentlichung: April 2003     |
| 2004 | On the Moon                          | — | — | — | US128 (2 Wo.)US | FR21 (20 Wo.)FR | Erstveröffentlichung: September 2004 |
| 2007 | East of Angel Town                   | — | AT59 (3 Wo.)AT | CH22 (18 Wo.)CH | — | FR16 Gold · (52 Wo.)FR | Erstveröffentlichung: September 2007 |

Weitere Alben
- 2003: My Favourite Time of Year
- 2004: Live in New York
- 2012: Metropolis
- 2016: Exit 105

### Singles
| Jahr | Titel Album                             | Höchstplatzierung, Gesamtwochen, AuszeichnungChartplatzierungen (Jahr, Titel, Album, Platzierungen, Wochen, Auszeichnungen, Anmerkungen) | Höchstplatzierung, Gesamtwochen, AuszeichnungChartplatzierungen (Jahr, Titel, Album, Platzierungen, Wochen, Auszeichnungen, Anmerkungen) | Höchstplatzierung, Gesamtwochen, AuszeichnungChartplatzierungen (Jahr, Titel, Album, Platzierungen, Wochen, Auszeichnungen, Anmerkungen) | Höchstplatzierung, Gesamtwochen, AuszeichnungChartplatzierungen (Jahr, Titel, Album, Platzierungen, Wochen, Auszeichnungen, Anmerkungen) | Höchstplatzierung, Gesamtwochen, AuszeichnungChartplatzierungen (Jahr, Titel, Album, Platzierungen, Wochen, Auszeichnungen, Anmerkungen) | Anmerkungen                          |
| Jahr | Titel Album                             | DE | AT | CH | US | FR | Anmerkungen                          |
| ---- | --------------------------------------- | --- | --- | --- | --- | --- | ------------------------------------ |
| 2007 | Goodbye Philadelphia East of Angel Town | DE67 (9 Wo.)DE | AT10 (10 Wo.)AT | CH10 (17 Wo.)CH | — | FR21 (19 Wo.)FR | Erstveröffentlichung: September 2007 |

Weitere Singles
- 2004: Breaking Up Is Hard To Do (feat. Renee Olstead)
- 2008: Angel Town
- 2008: December Boys
- 2011: In Cera Di Te (feat. Simona Molinari)
- 2011: Lettera (feat. Simona Molinari)
- 2012: My Religion
- 2013: Madeline
- 2013: La Felicità (feat. Simona Molinari)
- 2013: Dr. Jekyll & Mr. Hyde (feat. Simona Molinari)
- 2016: Palermo

## Filmografie
Cincotti hatte eine kleine Nebenrolle im Film Beyond the Sea – Musik war sein Leben von Kevin Spacey. Darüber hinaus war er am Soundtrack beteiligt. Eine weitere Filmrolle hatte er in Spider-Man 2 als Pianist im Planetarium. Für den Daniel-Radcliffe-Film December Boys sang er 2007 den Titelsong. In der dritten Staffel der US-Serie House of Cards spielte Cincotti sich selbst während eines Staatsempfangs des russischen Präsidenten im Weißen Haus.